# 米靈頓 (馬里蘭州)
米靈頓（英語：Millington）是一個位於美國馬里蘭州肯特縣及安妮女王縣的市鎮。

## 人口
根據2020年美國人口普查的數據，米靈頓的面積為1.92平方千米，當中陸地面積為1.85平方千米，而水域面積為0.06平方千米。當地共有人口549人，而人口密度為每平方千米286人。